# Árkosi Gelei Benedek
Árkosi Gelei Benedek (Árkos, ? – Kolozsvár, 1647. december 3. [halálának feljegyzése]) erdélyi magyar unitárius teológus, tanár, orvos.

## Életpályája
Árkoson született. Nagy János szerint iskolai tanulmányait Hídvégen, a Mikó Ferenc létesítette iskolában kezdte, majd a „kolozsvári iskolában” (az 1568-ban alapított főiskola, a kolozsvári unitárius kollégium) folytatta, ahol 1633-35-ig tanult, 1636. április 6-án ugyanitt már kollaborátor (tanársegéd). A következő évben pedig a kolozsvári iskola tanárnak alkalmazta. Balázs Gábor jeles szónoknak tartotta, aki több erdélyi főúr temetésén szerepelt.
Már ifjú korában kitűnt prédikációival, beszédeivel, amit az is mutat, hogy kolozsvári tanulmányai utolsó hónapjaitól kezdve igen keresett volt, mint temetési beszédek szerzője.
Ilyen volt az is, amellyel 1635. augusztus. 26-án Mikó Ferencet, a politikust, diplomatát és emlékiratírót, a 17. század eleji erdélyi politikai élet kiemelkedő egyéniségét, Bethlen Gábor fejedelem bizalmas tanácsosát temette Gyulafehérvárt; vagy az a búcsúztató, amellyel 1636. április 21-én Kolozsvárt Mikó Józsefet egy úgy nevezett kötött beszéddel (szigorú ritmikai szabályokat betartva mint az elbeszélő költeményekben, életképben vagy eposzokban), vagy amivel Kornis Ferenc nejét, Wesselényi Katalint búcsúztatta 1636. június 17-én.
1636. szeptember 9-én indult külföldre, hogy egyetemi tanulmányait ott folytassa elsősorban az orvoslás és a teológia (filozófia) terén.
1636. október 28-án iratkozott be Páduában az artisták évkönyvébe Benedictus Gelei Arkossinus Hungarus néven. (Ez a könyv az egyetemre továbbképzésre – mai értelemben doktorképzőbe „doctor of arts” – bejelentkezettek hivatalos dokumentuma.) A páduai egyetemen orvostudományt, bölcsészetet és zsidó nyelvet tanult. Tanulmányaiban szépen haladt előre s ezzel tekintélye is nőtt tanulótársai szemében. Hamarosan a diáktársadalom (magyarok kevesen lévén, a „német és a római nemzet”, vagyis diákcsoport) kiemelkedő és elismert tagjává vált, aki sokat törődött az őt befogadó egyetem fejlesztésével, könyvekkel való ellátásával is.
1639. november 2-án megcsillantotta szónoki tehetségét a padovai székesegyházban. Előadásának címe: Philosophiae et Medicinae Elogium. Az előadás nyomtatásban is megjelent és ma az egyetlen példánya a Padovai Musea Civico könyvtárában található. 1638-ban könyvvásárlásra 7 librát és 10 soldit ajándékozott az egyetemnek. 1939. szeptember. 16-án a „Padovai artisták német nemzetének” megbízásából Velencébe utazott az egyetem dolgai ügyében. 1639. október 29-én az artisták doktoravatásán a „magyar nemzet három prokurátora” (képviselője) egyikéül szerepel. Neve két esztendőn át azután is majdnem állandóan szerepelt az artisták összejövetelein. Egyidejűleg azonban neve a római nemzet pro-konziliárusaként is előfordul: 1640. Romana: B.A. Transylvanus- Hungarus J.N.G.A. Proc. 1640-ben öt kötetet ajándékozott a Padovai egyetemi könyvtárnak, 1641-ben 8 librat és 4 soldit ajándékozott könyvvásárlásra az egyetemnek. 1640. március 7-én Padovában előadást tartott, mely nyomtatásban is megjelent, 1641-ben ismételten konziliárius (tanácsadó) volt s neve az artisták előadó termében ekként van megörökítve.
1641. szeptember 26-án szerepel utoljára a páduai artisták ülésein és jegyzőkönyvében, de ekkor még nem tért haza. 1643. január 3-án ismét Velencéből írt, ahol az artisták megbízásából a vicesindicatus (alképviselet) megerősítését igyekezett kieszközölni. Egyetemi tanulmányai befejezése és 1645. május 5-e (Kolozsvárra való visszaérkezése) közötti időbe esik Bécsben való elfogatása, kiszabadulása, azután Linzben való második bebörtönzése.
Aranyosrákosi Székely Sándor egyháztörténete szerint „nagy tudásáért korában csudának tartották.”
1647. december 3-án halt meg Kolozsváron. A Házsongárdi temetőben helyezték örök nyugalomra; sírköve nem maradt fenn.

## Főbb művei
- De laudibus philosophia et medicinae. Patavini, 1639.
- De theologiae dignitate et praestantia. Patavini, 1639.